# Juan de Pineda
Juan de Pineda (Sevilla, 1558 - ibídem, 1637) fue un teólogo jesuita español.

## Biografía

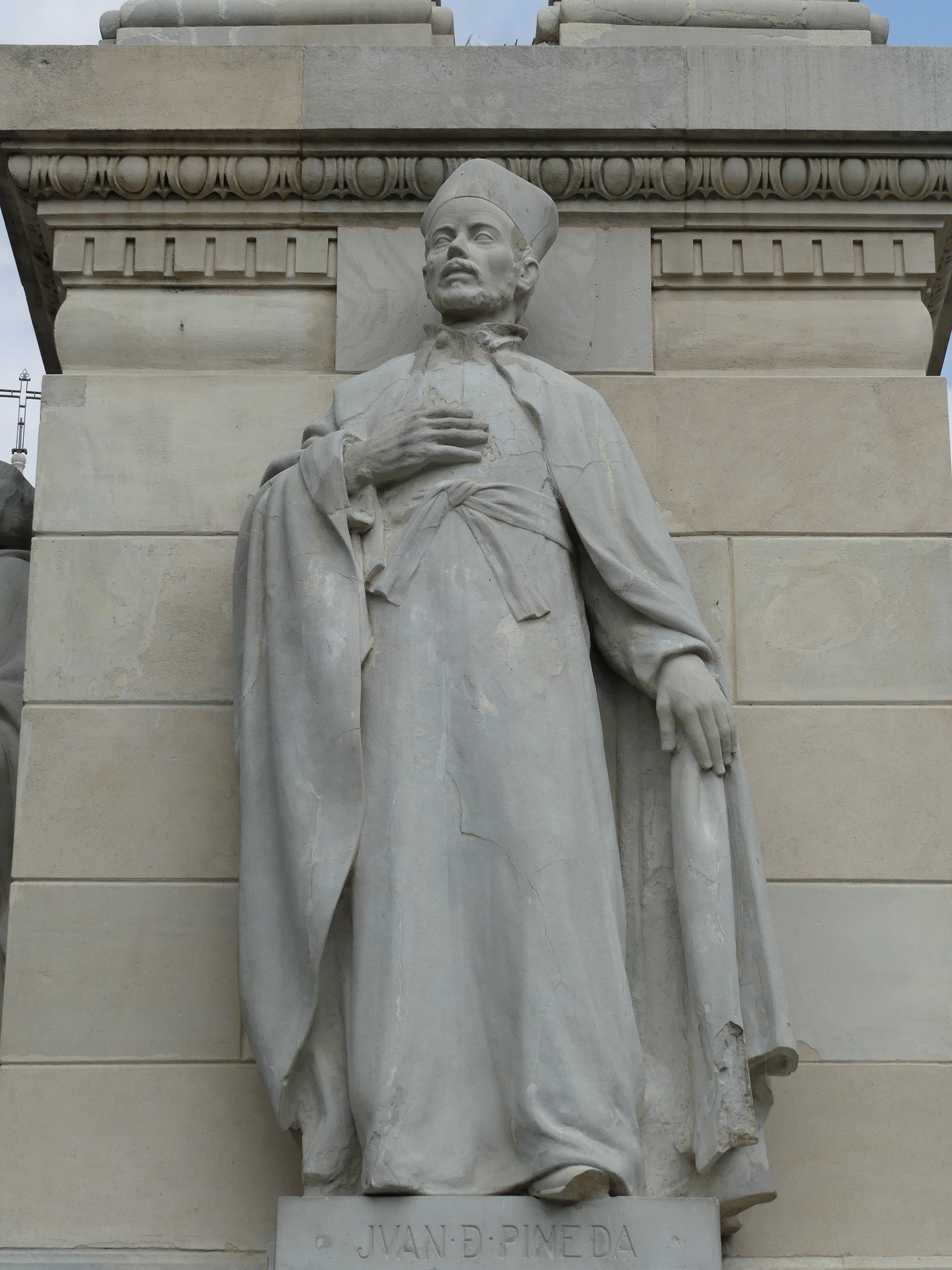
Estatua de Juan de Pineda en el Monumento a la Inmaculada Concepción. Sevilla.

Ingresó en la Compañía de Jesús a los 14 años destacando en los estudios en filosofía, teología y el conocimiento de las lenguas orientales. Fue profesor de filosofía en los colegios de Córdoba y Sevilla. Como presbítero ocupó la cátedra de la Sagrada Escritura en esos mismos colegios y luego en el Colegio Imperial de Madrid. Estuvo en la Universidad de Évora y, después, fue director de la Casa Profesa de Sevilla y del Colegio de San Hermengildo de Sevilla.  Visitó varias bibliotecas de España y se le atribuye la elaboración, en 1632, del Index novus librorum prohibitorum et expurgatorum,  un índice de libros prohibidos que ganó el favor de la Inquisición. En dicho Código, figura la prohibición de vender los libros que no se encuentren firmados por Juan de Pineda, Supervisor de la Junta del Catálogo, o por Sebastián Huerta, secretario de la Inquisición.
Utilizó sus argumentos teológicos para defender el Misterio de la Inmaculada Concepción, en contraposición a las tesis tomistas (tesis de Santo Tomás de Aquino contrarias al inmaculismo) argumentadas por los dominicos.
Ocurrió que el 8 de septiembre de 1613, en el convento dominico de Regina Angelorum, el prior de esta orden, que no era de Sevilla, se manifestó contra la tesis de la Inmaculada Concepción, produciendo gran malestar entre el pueblo sevillano y pidieron al Papa que se pronunciara. En 1617 llegó una bula del papa Paulo V que, si bien no establecía la Inmaculada Concepción, sí daba la autorización para seguir con esa creencia, lo cual fue festejado en Sevilla. El 7 de diciembre de 1617, durante una misa pontical, Juan de Pineda juró defender la tesis de que la virgen había sido concebida sin pecado original y también juraron todos los presentes, eclesiásticos, nobles guerreros, autoridades civiles y los fieles. Juan de Pineda además publicó la indulgencia de cuarenta días que el arzobispo concedió a todos los asistentes. 
Además, escribió varias obras como Commentarius in Job; Salomo previus sive de rebus Salomonis regis libri octo; Commentarius in Ecclesiastem y el Memorial relativo a la santidad y virtudes heroicas del santo rey Fernando III.